# Chrysler Europe

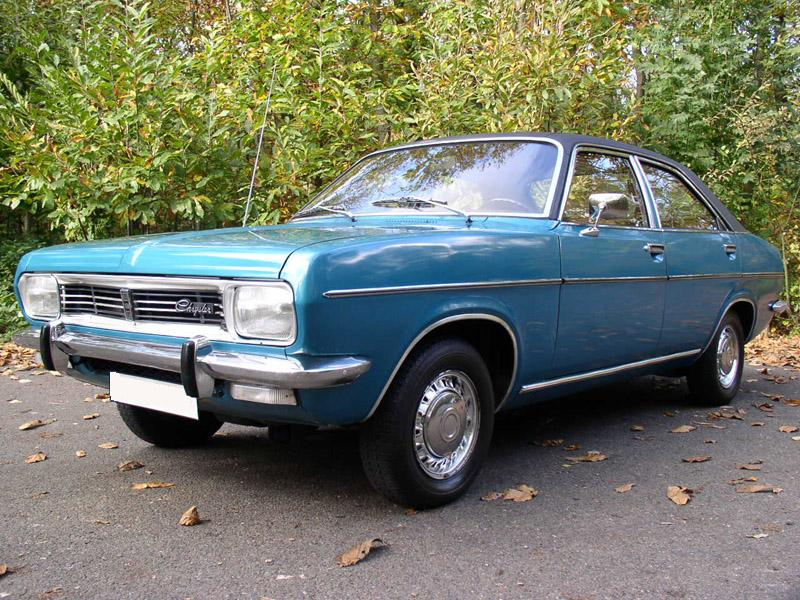
Chrysler 180

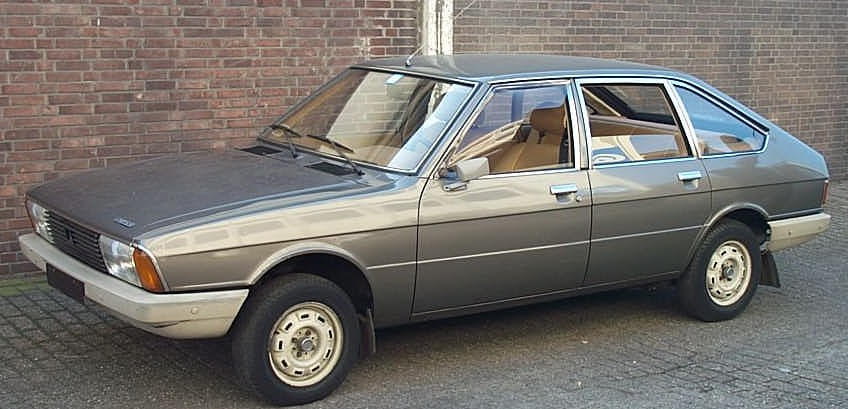
Chrysler Alpine

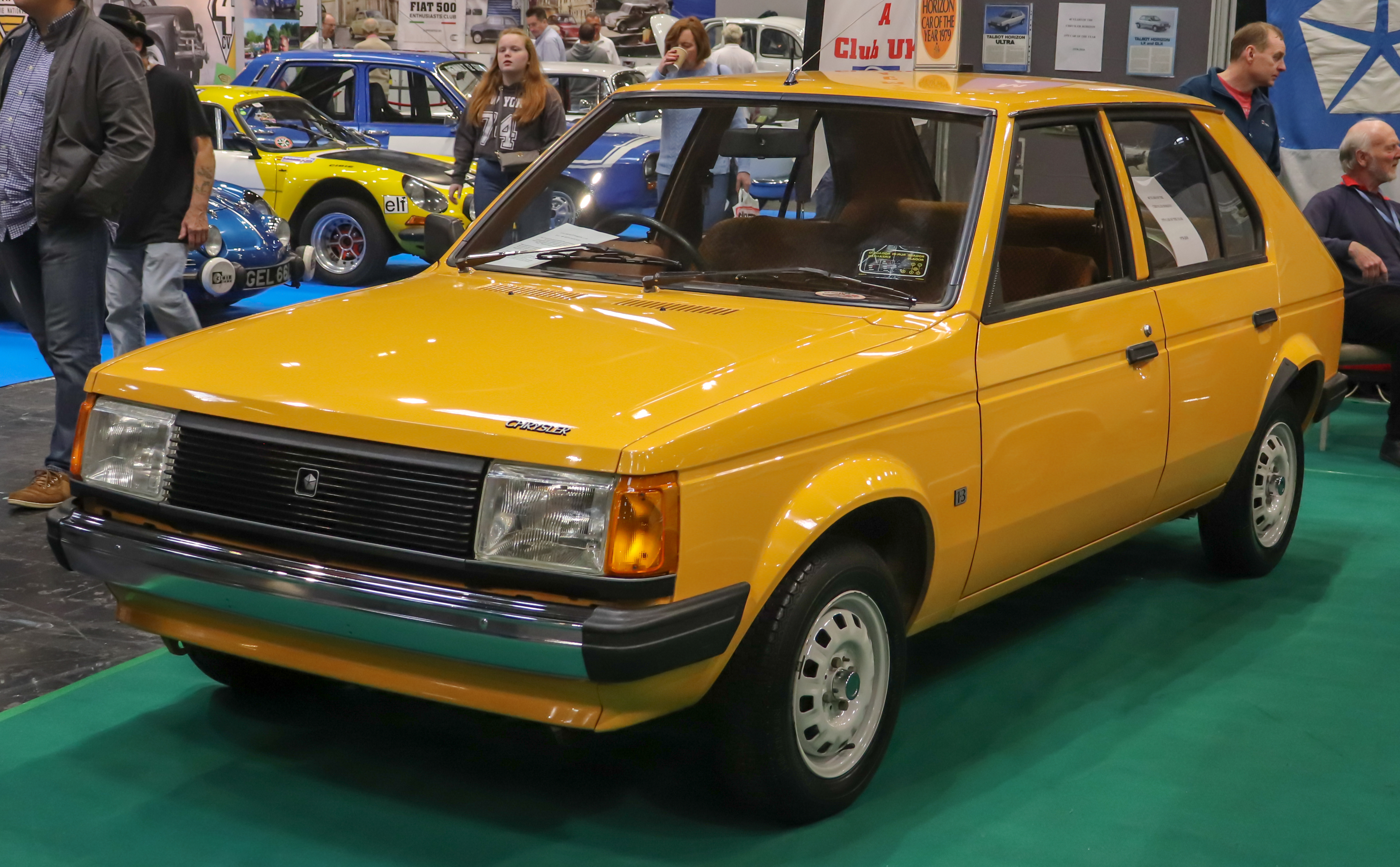
Chrysler Horizon

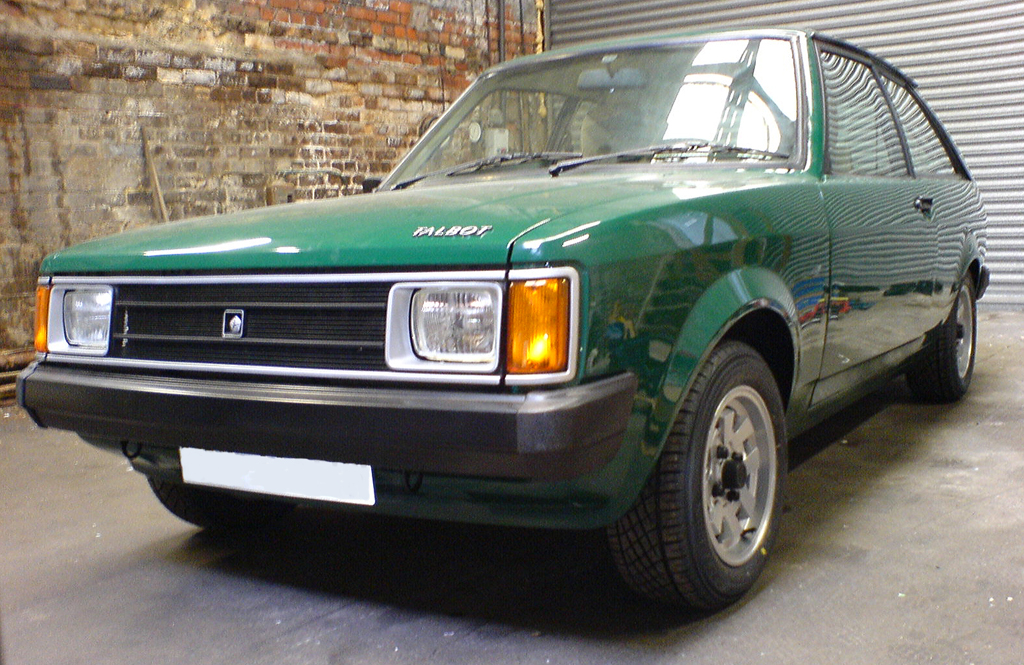
Chrysler Sunbeam

Chrysler Europe war eine Abteilung des US-amerikanischen Automobilherstellers Chrysler, die 1967 gegründet und 1979 von Peugeot übernommen wurde.

## Gründung
In den 1960er-Jahren hatte Chrysler den Plan, sich als weltweit tätiger Automobilhersteller zu etablieren. Im Gegensatz zu Ford hatte Chrysler nie großen Erfolg außerhalb des amerikanischen Kontinents. Auch General Motors war mit seinen ausländischen Divisionen Opel, Vauxhall, Holden und Bedford wesentlich erfolgreicher. 1967 gelang es Chrysler, die Rootes-Gruppe im Vereinigten Königreich zu kaufen, ebenso wie Simca in Frankreich (an denen Chrysler bereits seit 1958 einen wesentlichen Anteil besaß) und Barreiros in Spanien.

## Modelle
Das erste europäische als Chrysler vermarktete Fahrzeug war 1970 der 180. Dieser Wagen entstand aus der Vereinigung zweier Projekte, die vorher unabhängig voneinander bei Simca und der Rootes-Gruppe entwickelt worden waren.
Dem folgte 1975 eine Kombilimousine, die in Großbritannien Chrysler Alpine und auf dem Kontinent Simca 1307 hieß. Dieses Fahrzeug wurde 1976 zum Auto des Jahres gewählt. Zwei Jahre später gewann der kleinere Horizon den Preis.
Chrysler entwarf auch die im Vereinigten Königreich und Westdeutschland angebotene dreitürige Kombilimousine Sunbeam auf der etwas verkürzten Plattform des Hillman Avenger der Rootes-Gruppe. Dieser Kleinwagen mit Hinterradantrieb und Frontmotor trat gegen Fronttriebler wie den Ford Fiesta oder den VW Polo an.

## Marken
Anfangs behielt man die ursprünglichen Marken der Rootes-Gruppe bei, aber ab 1975 wurden alle in Großbritannien gefertigten Modelle als Chrysler verkauft, während das Simca-Emblem auf den französischen Varianten erschien (manchmal zusammen mit dem fünfzackigen Chrysler-Stern und auf einigen Märkten auch unter dem Markennamen Simca-Chrysler). Für Nutzfahrzeuge von Simca und der Rootes-Gruppe nutzte Chrysler den Markennamen Dodge (Commer und Karrier ebenfalls, um die aus Badge-Engineering entstandenen Fahrzeuge in Übersee als Fargo oder DeSoto). Darüber hinaus wurden die Markennamen Dodge und Simca in einigen Ländern, wie Spanien, auch für andere Fahrzeuge genutzt, meistens in Spanien gebaute Busse und LKW, die aus der Barreiros-Modellpalette übernommen wurden, europäische Versionen von US-Fahrzeugen oder im Lande gebaute Simca-Automobile.
Die Gesellschaft ließ systematisch die früheren Rootes-Marken Hillman, Humber und Sunbeam sterben, behielt aber den Markennamen Simca. 1969 schloss Chrysler Europe einen Vertrag mit dem französischen Ingenieurbüro Matra über die gemeinsame Entwicklung eines Matra-Sportwagens, der dann über das Simca-Händlernetz als Matra-Simca verkauft werden sollte.

## Niedergang und Verkauf an Peugeot
Das für die Käufer verwirrende Markenkonglomerat (zeitweise gab es Autos, auf denen vorne „Chrysler“ und hinten „Simca“ stand) in Verbindung mit mittelmäßigen, veralteten Konstruktionen (vor allem die britischen Modelle setzten weiterhin auf Hinterradantrieb, was spätestens seit Erscheinen des VW Golf als veraltet galt) und schlechter Qualität sorgte für das Ausbleiben der Profite. Hinzu kamen, dass der amerikanische Markenname Chrysler in Europa nicht gut angenommen wurde, und die Konkurrenz durch qualitativ und konstruktiv bessere japanische Importe. Chrysler war zudem in den USA bereits in ernsten wirtschaftlichen Schwierigkeiten und stand kurz vor der Insolvenz. Der neue Vorstandsvorsitzende Lee Iacocca zeigte wenig Interesse am europäischen Markt (wie er es schon in seiner Zeit im Ford-Management getan hatte) und verlor keine Zeit bei der Umsetzung seiner Pläne, sodass Chrysler sein Europa-Geschäft 1978 veräußerte.
1978 wurde Chrysler Europe für den symbolischen Preis von 1 US-Dollar an Peugeot verkauft, die auch die Schulden der Division, ihre Fabriken und Produktlinien übernahm. Die Autos erhielten den wieder auferstandenen Markennamen Talbot. Die Namensrechte gehörten Chrysler Europe in doppelter Form: einmal als Sunbeam-Talbot über die Rootes-Gruppe und einmal als Talbot-Lago über Simca. Aber bereits acht Jahre später hatte der französische Autokonzern – selbst in finanziellen Schwierigkeiten – die Marke Talbot für PKW wieder aufgegeben und nutzte sie bis 1991 nur noch für Nutzfahrzeuge. Der Nachfolger des Chrysler Horizon kam 1985 als Peugeot 309 heraus. Peugeot verkaufte seine Anteile an Matra zusammen mit der von Chrysler veranlassten Konstruktion eines Van an Renault, wo der Wagen als (bei Matra gebauter) Renault Espace der 1. Serie herauskam. Peugeot war an der Herstellung schwerer Nutzfahrzeuge nicht interessiert und so ging die Produktion der früheren britischen und spanischen Dodge-Modelle an Renault Trucks.
Chrysler selbst aber behielt die Rechte an der Konstruktion des Avenger und die an der US-Version des Horizon. Peugeot wurde daher gezwungen, den fünfzackigen Stern von Chrysler weiterhin am Avenger anzubringen, während Chrysler sich um eine Verlegung des Produktionsstandortes nach Argentinien bemühte, als der Wagen 1981 in Europa nicht mehr angeboten wurde. Die US-amerikanische Version des Horizon wurde weiterhin in den Vereinigten Staaten als Plymouth Horizon und Dodge Omni gebaut.
Die früheren Simca- und Rootes-Montagewerke in Poissy und Ryton-on-Dunsmore wurden unter Peugeot weiterbetrieben, aber das Rootes-Werk in Linwood (Schottland) fiel dem Verkauf zum Opfer und wurde 1981 geschlossen. Das Werk in Ryton-on-Dunsmore schloss im Dezember 2006 und die seit Sommer 1998 dort durchgeführte Fertigung des Peugeot 206 wurde in die Slowakei verlegt. Seit 1985 wurden in England auch die Peugeot-Modelle 309, 405 und 306 gefertigt. Das Werk wurde zwischenzeitlich abgerissen, sodass Platz für neue Fabriken entstand. Das Werk in Poissy wird weiter betrieben; 2024 fertigte es den DS3 Crossback und den Opel Mokka B.